# فرودگاه صحرایی پارلین
 فرودگاه صحرایی پارلین (به انگلیسی: Parlin Field) یک فرودگاه همگانی ۲۹۰۱ با کد یاتا NWH است . این فرودگاه در کشور انگلستان قرار دارد و در ارتفاع ۲۳۹ متری از سطح دریا واقع شده است.